# Пеленочница большая
Пеленочница большая (лат. Brephulopsis cylindrica) — вид наземных стебельчатоглазых брюхоногих моллюсков из семейства энид (Enidae). Распространены в Белоруссии и в Крыму.
Раковина непрозрачная, голубовато-белого или белого цвета, иногда с тёмными полосками. Раковина имеет 9—12 не сильно выпуклых завитков. Устье внутри жёлто-коричневатого цвета со слабой белой губой. Колумелла (столбик) слегка утолщён.
Ширина раковины составляет 7,5—9 мм. Высота раковины составляет 22—35 мм.